# Акс
Акс (енгл. River Axe) је река у Уједињеном Краљевству, у Енглеској. Дуга је 35 km. Протиче кроз Дорсет. Улива се у залив Лајм, односно Ламанш. 